# Луций Корнелий Лентул (консул 199 года до н. э.)
Лу́ций Корне́лий Ле́нтул (лат. Lucius Cornelius Lentulus; умер в 173 году до н. э., Рим, Римская республика) — римский политический деятель, военачальник и дипломат, консул 199 года до н. э. В 206—200 годах до н. э. был наместником в Испании, во время консулата воевал с инсубрами в Цизальпийской Галлии. В 196 году был с дипломатической миссией в Восточном Средиземноморье.

## Происхождение
Луций Корнелий принадлежал к знатному и разветвлённому патрицианскому роду Корнелиев. Первый известный из источников носитель когномена Лентул был консулом в 327 году до н. э., и выяснить его связь с другими Корнелиями не представляется возможным. Луций Корнелий, не являясь потомком этого Лентула, был сыном Луция Корнелия Лентула Кавдина, консула 237 года до н. э., верховного понтифика и принцепса сената, и внуком Луция Корнелия Лентула Кавдина, консула 275 года, который совместно с Манием Курием Дентатом командовал в Пирровой войне.
Братом Луция Корнелия (старшим или младшим — единого мнения здесь нет) был Гней Корнелий Лентул, ставший консулом двумя годами ранее — в 201 году до н. э.

## Биография
Точной информации о ранних этапах карьеры Луция Корнелия нет. Разные люди под общим именем Луций Корнелий Лентул упоминаются в источниках под 211 (претор и наместник Сардинии), 209 (легат в армии Марка Клавдия Марцелла и сослуживец Гая Клавдия Нерона) и 205 (курульный эдил вместе с Гнеем Корнелием Лентулом) годами до н. э. Кроме того, в 209 году был ещё и курульный эдил Луций Корнелий Лентул Кавдин. Ф. Мюнцер отождествляет консула 199 года с курульным эдилом 205 года и начинает биографию Луция Корнелия с его службы в Испании в 206 году. Существует также гипотеза, что эдилом в 205 году был не Луций, а его двоюродный брат Публий Корнелий Лентул; в этом случае консул 199 года может быть отождествлён с эдилом 209 года. Есть мнение в пользу отождествления консула 199 года с претором 211 года.
Во время Второй Пунической войны Луций Корнелий воевал в Испании под командованием Публия Корнелия Сципиона (позже Африканского), и последний, уезжая в Рим в конце 206 года до н. э., передал ему вместе с Луцием Манлием Ацидином провинцию; таким образом, Лентул получил проконсульский империй, хотя не занимал ещё ни одной магистратуры. Вероятно, в том же году это назначение было подтверждено народным собранием в Риме.
Покидая Испанию, Сципион пошёл на большие уступки местным племенам, поскольку торопился в Рим до начала консульских выборов и хотел оставить провинцию полностью замиренной. Он не оставил гарнизоны в землях покорённых племён, не потребовал их разоружения и даже не взял заложников. В результате уже в следующем году (205 до н. э.) вспыхнуло восстание. Илергет Индибилис собрал, согласно Ливию, 34-тысячную армию из илергетов, авсетанов и других племён, но был разбит Корнелием и Манлием и пал в бою. Восставшие племена заплатили по требованию римлян денежный штраф и выдали заложников.
Полномочия Луция Корнелия в Испании неоднократно продлевались, так что он вернулся в Рим только в 200 году до н. э. (возможно, его заочно выбрали курульным эдилом на 205 год, но он не смог приехать на родину для отправления этой магистратуры). На просьбу Лентула о триумфе сенат ответил отказом, поскольку Луций Корнелий одержал свои победы как частное лицо, но право на овацию всё же было предоставлено полководцу.
В 199 году Луций Корнелий стал консулом вместе с Публием Виллием Таппулом. Его коллега отправился на Балканы продолжать войну с Македонией, а провинцией Лентула стала Италия. Он провёл выборы цензоров, а получив известие о поражении от инсубров претора Гнея Бебия Тамфила, принял командование над разбитой армией, прогнав претора в Рим. Но и сам он не успел изменить ситуацию, так как был вынужден уехать с театра военных действий для проведения консульских выборов.
По окончании Македонской войны Лентул был отправлен послом к Антиоху III с требованием прекратить завоевания в бассейне Эгейского моря (196 год до н. э.) и вернуть всё захваченное египетскому царю. В Лисимахии состоялась встреча, на которой Антиох отказался выполнить требования Рима и сообщил послам, что он уже заключил мир с Египтом. Лентул планировал после этого отправиться в Александрию; возможно, так он и сделал.
Луций Корнелий Лентул умер в 173 году до н. э. Известно, что на момент смерти он был децемвиром священнодействий.

## Потомки
Сыном Луция Корнелия был Публий Корнелий Лентул, консул-суффект 162 года до н. э.